# Petar Stambolić
Petar Stambolić (Brezova pokraj Ivanjice, 12. srpnja 1912. – Beograd, 21. rujna 2007.), Narodni heroj Jugoslavije, visokopozicionirani dužnosnik SR Srbije, drugi predsjednik Saveznog izvršnog vijeća i četvrti po redu predsjednik Predsjedništva SFR Jugoslavije.

## Životopis

### Podrijetlo, školovanje i rad u KPJ do 1941.
Petar Stambolić je rođen u 12. srpnja 1912. godine u selu Brezova kod Ivanjice. Osnovnu školu je pohađao u rodnom mjestu, a gimnaziju u Ivanjici i Čačku. Godine 1931. počeo je pohađati Poljoprivredno-šumarski fakultet u Beogradu. Odmah poslije upisa na fakultet, Stambolić se uključio u akcije revolucionarne studentske omladine Sveučilišta u Beogradu. Bio je jedan je od organizatora i rukovodilaca akcije studenata za pomoć političkim zatvorenicima u listopadu 1933. godine. Kao član Akcijskog odbora stručnih studentskih udruženja, radio je na osnivanju stručnih studentskih udruženja i okupljanju studenata marksističkog svjetonazora. Tokom 1935. i 1936. godine bio je jedan od organizatora štrajkova i borbe revolucionarne studentske omladine za slobodu znanosti i autonomiju Sveučilišta u Beogradu, te protiv nacionalističkih studentskih udruženja i ostaloga. Članom Saveza komunističke omladine Jugoslavije (SKOJ) postao je u prosincu 1933. godine, kada je postao i rukovoditelj ćelije SKOJ-a na fakultetu koji je pohađao. U rujnu 1934. godine Stambolić je uključen u članstvo komiteta SKOJ-a Sveučilišta u Beogradu, a krajem 1935. godine u članstvo Komunističke partije Jugoslavije (KPJ). Pored rada u Beogradu, Stambolić se angažirao u radu sa srednjoškolskom i radničkom omladinom u rodnom kraju. Godine 1937. je postao član Sveučilišnog komiteta KPJ, tada najjače partijske organizacije u Beogradu. Više puta je uhićivan i protjerivan iz Beograda. Nakon odsluženja vojnog roka, Stambolić se vratio u Beograd gdje je nastavio politički rad. Po zadatku KPJ je, od studenoga 1937. do ožujka 1938. godine, radio je kao partijski djelatnik u unutrašnjosti zemlje, uglavnom u centralnoj i zapadnoj Srbiji. Od sredine 1938. godine, kao instruktor Pokrajinskog komiteta (PK) KPJ za Srbiju, radio je pri područnom komitetu KPJ za zapadnu Srbiju. Početkom lipnja 1940. godine u Beogradu je bio izabran za delegata na Petoj zemaljskoj konferenciji KPJ. Neposredno prije početka Travanjskog rata 1941. godine, Stambolić je radio kao instruktor PK u Nišu i Valjevu.

### Tijekom Drugog svjetskog rata
Nakon okupacije Kraljevine Jugoslavije, Stambolić je u svojstvu instruktora PK radio na organiziranju ustanka na području Jagodine i Smederevske Palanke, te na formiranju prvih partizanskih jedinica u centralnoj i zapadnoj Srbiji. U jesen 1941. godine je u tada oslobođenom Užicu radio na organiziranju organa narodne vlasti i bio izabran za prvog sekretara Glavnog narodnooslobodilačkog odbora za Srbiju. Poslije povlačenja Glavnine partizanskih snaga iz Srbije u Sandžak, Stambolić je u prosincu 1941. godine bio izabran za člana Glavnog štaba NOP odreda Srbije. U Bosni i Hercegovini se nalazio do kraja 1942. godine, najprije u Štabu Druge proleterske udarne brigade, a od ožujka 1942. godine na političkom radu u PK KPJ za Bosnu i Hercegovinu. Krajem 1942. godine, Stambolić je po zadatku Centralnog komiteta Saveza komunista Jugoslavije (CK SKJ) upućen na partijski rad u Srbiji. Kratko vrijeme je boravio u Srijemu, a zatim prešao u Beograd, gdje je kao član PK KPJ za Srbiju radio na organiziranju i jačanju organizacija i rukovodstva KPJ i Narodnooslobodilačkog pokreta u Srbiji. Na Drugom zasjedanju AVNOJ-a u Jajcu, 29. studenoga 1943. godine, Stambolić je izabran je za člana Predsjedništva. U to vrijeme je, odlukom Vrhovnog štaba NOV-a i POJ-a, imenovan za zapovjednika Glavnog štaba NOV i PO Srbije. Početkom 1944. godine odlazi na slobodni teritorij južne Srbije, gdje je po dolasku preuzeo dužnost zapovjednika Glavnog štaba. Kasnije je bio izabran za tajnika Antifašističke skupštine narodnog oslobođenja Srbije.

### Politička karijera
Nakon rata i uspostave  SFR Jugoslavije, Stambolić se nalazio na najodgovornijim partijskim i državnim dužnostima u SR Srbiji i Jugoslaviji. Nalazio se na sljedećim funkcijama:
- tajnik financija i potpredsjednik Vlade Narodne Republike Srbije (1945. — 1948.);
- savezni tajnik za poljoprivredu u Vladi FNR Jugoslavije (1948.);
- predsjednik Vlade NR Srbije (1948. — 1953.);
- predsjednik Narodne skupštine NR Srbije (1953. — 1957.);
- predsjednik Savezne narodne skupštine (1957. — 1963.);
- predsjednik Saveznog izvršnog veća (1963. — 1967.);
- predsjednik Predsjedništva SFRJ, (1982. — 1983.);

Od 1945. do 1967. godine Stambolić je bio biran za poslanika Savezne skupštine, a od 1946. do 1958. godine za poslanika Skupštine SR Srbije. Bio je biran u republičko i savezno rukovodstvo Narodnog fronta (SSRN), te u Predsjedništvo Saveznog odbora Socijalističkog saveza radnog naroda Jugoslavije (SSRNJ). Od 1948. do 1957. godine Stambolić je bio politički sekretar Centralnog komiteta (CK) Saveza komunista Srbije. Bio je član CK SKJ bio od Petog do Dvanaestog kongresa SKJ. U međuvremenu bio je biran za člana Politbiroa CK SKJ, Izvršnog komiteta CK SKJ, Predsjedništva SKJ i Predsjedništva CK SKJ. Za člana Predsjedništva Jugoslavije je izabran 1974. godine. Dužnost Potpredsjednika Predsjedništva Jugoslavije je obnašao od svibnja 1974. do svibnja 1975. godine. U svibnju 1978. godine ponovo je izabran za člana Predsjedništva Jugoslavije, a u periodu poslije smrti Josipa Broza Tita, od 1982. do 1983. godine, obnašao je funkciju predsjednika Predsjedništva Jugoslavije. Stambolić je bio biran je za člana Savjeta narodne obrane i Savjeta federacije. 

### Umirovljenje i smrt
Polovinom 1980-ih godina se povukao iz političkog života, te je živio povučeno sve do svoje smrti 21. rujna 2007. godine. Kremiran je na Novom groblju u Beogradu, a pokopan na groblju u rodnom selu Brezova. Stambolićev nećak je bio Ivan Stambolić, tragično ubijeni predsjednik SR Srbije.

### Odlikovanja
- Partizanska spomenica 1941.
- Orden jugoslavenske zvijezde
- Orden junaka socijalističkog rada
- Orden narodnog oslobođenja
- Orden narodnog heroja